# Бутрос Галі
Бутрос Галі (араб. بطرس غالى, копт. Ⲡⲉⲧⲣⲟⲥ Ⲅⲁⲗⲓ; 1846 — 21 лютого 1910) — єгипетський державний діяч, прем'єр-міністр країни на початку XX століття.

## Життєпис
Народився у родині християн-коптів у селі Кіман-аль-Арус, що у мухафазі Бені-Суейф. Вивчав арабську, турецьку, перську, англійську та французьку мови.
Після здобуття освіти став учителем церковної школи. Його публічна кар'єра почалась 1875 року з призначення на посаду канцеляриста у новоствореному Змішаному суді Шарифа-паші. Згодом він став представником єгипетського уряду в Комісії з питань державного боргу. 1879 року почав працювати у міністерстві юстиції, отримавши посаду генерального секретаря міністерства з титулом бей. У вересні 1881 року він був призначений на посаду першого секретаря Ради міністрів, утім, у жовтні того ж року повернувся до роботи у міністерстві юстиції. За клопотанням Махмуда Самі аль-Баруді Ґалі був відзначений титулом паша, ставши першим коптом, який отримав таке звання у Єгипті. 1886 був призначений головою комісії з відбору шаріатсяких суддів, що було незвичним, зважаючи на його релігійні переконання, та спричинило протести мусульман.
Першим міністерським постом Ґалі став пост міністра фінансів (1893). 1894 року він отримав посаду міністра закордонних справ, а 8 листопада 1908 — пост прем'єр-міністра, замінивши Мустафу Фахмі-пашу. Перебуваючи на посту глави уряду, зберіг за собою посаду міністра закордонних справ.
Ґалі звинувачували у сприянні британським військам у розправі над жителями села Деншавай 1906 року. 20 лютого 1910 у Бутроса Ґалі стріляв Ібрагім Нассеф аль-Вардані, 23-річний випускник-фармацевт, який щойно повернувся з Великої Британії. Ґалі саме виходив з міністерства закордонних справ. Він помер від отриманих поранень 21 лютого.
Убивця навчався у Лозанні, Парижі й Лондоні, був членом партії Мустафи Каміля. Батько Вардані був губернатором, а його дядько — пашею. Вардані був страчений 28 червня 1910 року.
Убивство Ґалі стало першим у низці вбивств, що тривали до 1915 року. Воно також стало першим публічним убивством вищого державного діяча у Єгипті за понад сто років.

## Родина
Онук Бутроса Ґалі, якого назвали на честь діда, тако ж очолював міністерство закордонних справ Єгипту, був генеральним секретарем ООН.